# Llista de departaments uruguaians per superfície
Llista dels departaments uruguaians ordenats per superfície segons l'INE.

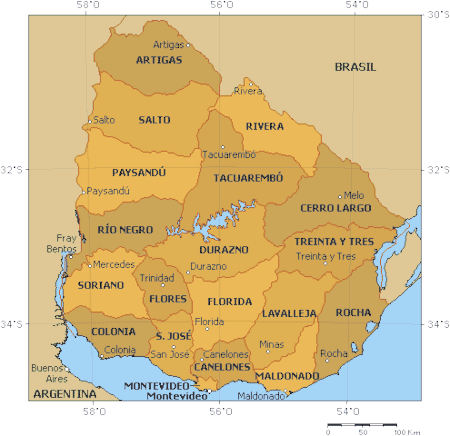
Departaments de l'Uruguai.

| Lloc  | Nom            | Superfície (km²) | Percentatge |
| ----- | -------------- | ---------------- | ----------- |
| 1     | Tacuarembó     | 15.438           | 8,82%       |
| 2     | Salto          | 14.163           | 8,09%       |
| 3     | Paysandú       | 13.922           | 7,95%       |
| 4     | Cerro Largo    | 13.648           | 7,80%       |
| 5     | Artigas        | 11.928           | 6,82%       |
| 6     | Durazno        | 11.643           | 6,65%       |
| 7     | Rocha          | 10.551           | 6,03%       |
| 8     | Florida        | 10.417           | 5,95%       |
| 9     | Lavalleja      | 10.016           | 5,72%       |
| 10    | Treinta y Tres | 9.529            | 5,44%       |
| 11    | Rivera         | 9.370            | 5,35%       |
| 12    | Río Negro      | 9.282            | 5,30%       |
| 13    | Soriano        | 9.008            | 5,15%       |
| 14    | Colonia        | 6.106            | 3,49%       |
| 15    | Flores         | 5.144            | 2,94%       |
| 16    | San José       | 4.992            | 2,85%       |
| 17    | Maldonado      | 4.793            | 2,74%       |
| 18    | Canelones      | 4.536            | 2,59%       |
| 19    | Montevideo     | 530              | 0,30%       |
| TOTAL | TOTAL          | 175.016          | 100%        |